# Pierre-Luc Létourneau-Leblond
Pierre-Luc Létourneau-Leblond (* 4. Juni 1985 in Lévis, Québec) ist ein ehemaliger kanadischer Eishockeyspieler, der im Verlauf seiner aktiven Karriere zwischen 2003 und 2023 unter anderem 500 Spiele in der American Hockey League (AHL) auf der Position des rechten Flügelstürmers bestritten hat. Darüber hinaus absolvierte Létourneau-Leblond, der den Spielertyp des Enforcers verkörperte, weitere 46 Partien für die New Jersey Devils, Calgary Flames und Pittsburgh Penguins in der National Hockey League (NHL).

## Karriere
Pierre-Luc Létourneau-Leblond begann seine Karriere als Eishockeyspieler bei den Drakkar de Baie-Comeau, für die er von 2003 bis 2005 in der kanadischen Juniorenliga Ligue de hockey junior majeur du Québec (LHJMQ) aktiv war. In diesem Zeitraum wurde der Angreifer im NHL Entry Draft 2004 in der siebten Runde als insgesamt 216. Spieler von den New Jersey Devils aus der National Hockey League (NHL) ausgewählt.

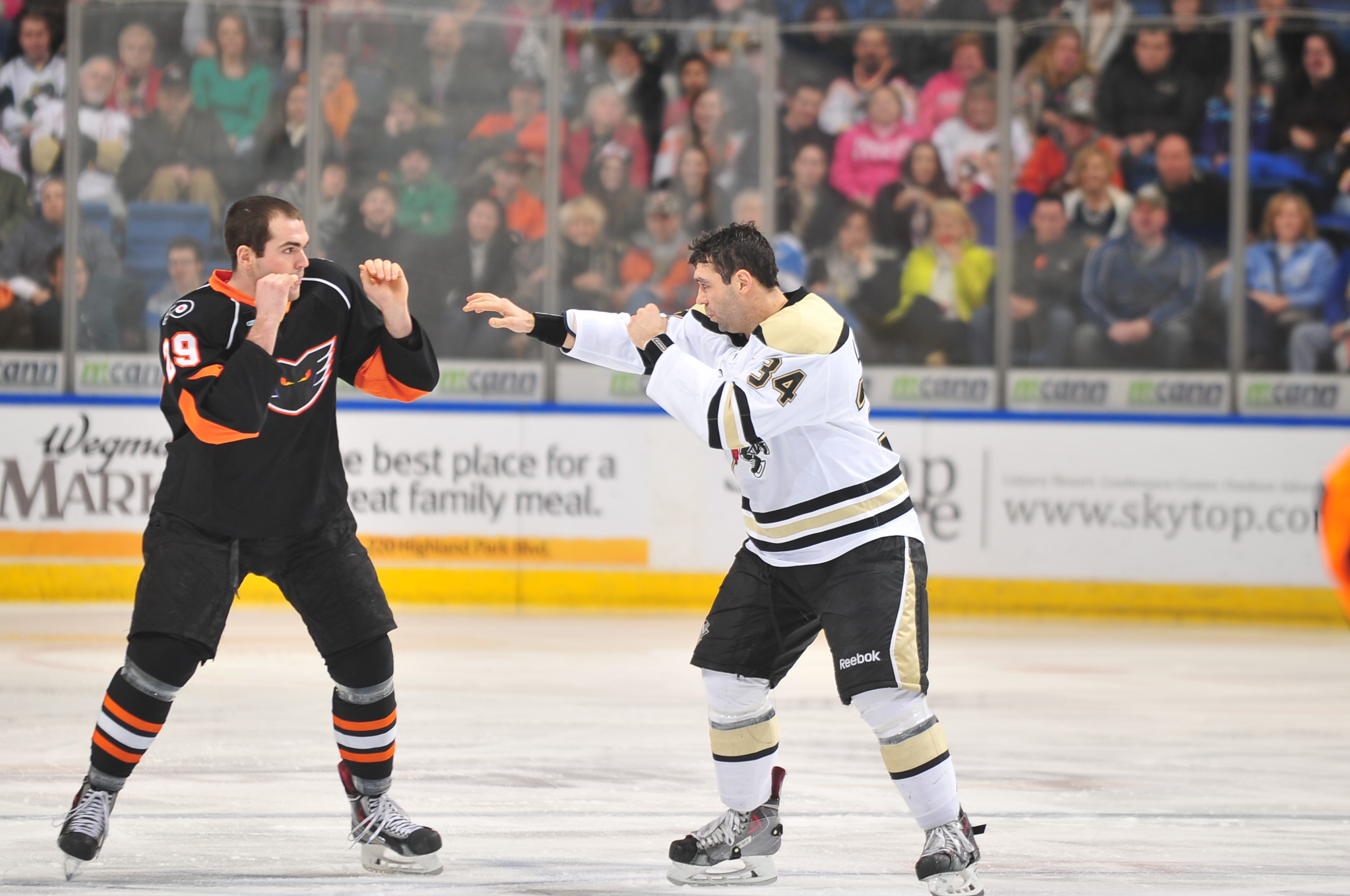
Létourneau-Leblond (rechts) im Trikot der Wilkes-Barre/Scranton Penguins (2014)

Zunächst spielte er jedoch bis 2008 ausschließlich für deren Farmteams, die Albany River Rats und Lowell Devils in der American Hockey League (AHL), die Trenton Titans in der ECHL sowie die Adirondack Frostbite in der United Hockey League (UHL). In der Saison 2008/09 gab der Linksschütze sein Debüt für New Jersey in der NHL, in der er in acht Spielen eine Vorlage gab. Den Großteil der Spielzeit verbrachte der Enforcer – wie im Vorjahr – jedoch im AHL-Farmteam bei den Lowell Devils. In der folgenden Saison kam er überwiegend für die New Jersey Devils in der NHL zum Einsatz, musste allerdings wegen gesundheitlichen Problemen für längere Zeit vom Spielbetrieb aussetzten. Auch die Saison 2010/11 begann Létourneau-Leblond im NHL-Kader der Devils, ehe er zu den Albany Devils in die AHL geschickt wurde.
Am 14. Juli 2011 transferierten ihn die New Jersey Devils im Austausch für ein Fünftrunden-Wahlrecht im NHL Entry Draft 2012 zu den Calgary Flames, für welche der Kanadier in der Saison 2011/12 drei Partien absolvierte. Ansonsten war er für die Abbotsford Heat in der AHL aktiv. Nach Beendigung des NHL-Lockouts im Januar 2013 wurde er von den Anaheim Ducks unter Vertrag genommen, für welche er jedoch nicht auflief und stattdessen für deren AHL-Farmteam Norfolk Admirals auf dem Eis stand. Das Spieljahr 2013/14 begann der Kanadier bei den Wilkes-Barre/Scranton Penguins, ehe er im November 2013 einen Kontrakt bei den Pittsburgh Penguins unterzeichnete, um so auch in der NHL spielberechtigt zu sein.
Nach zwei Jahren in der Organisation der Penguins, in denen er zu einem einzigen NHL-Einsatz gekommen war, wurde sein auslaufender Vertrag im Sommer 2015 nicht verlängert. In der Folge kehrte der Stürmer im September 2015 zu den New Jersey Devils zurück, die ihn ausschließlich bei den Albany Devils in der AHL einsetzten. Sein Einjahresvertrag wurde im Anschluss nicht verlängert, sodass er sich im Juli 2016 als Free Agent den Tampa Bay Lightning anschloss. In der Organisation der Lightning kam der Angreifer ausschließlich in der AHL bei den Syracuse Crunch zum Einsatz, bis er im Februar 2017 im Rahmen eines Tauschgeschäftes zwischen Tampa Bay und den Toronto Maple Leafs an deren Farmteam, die Toronto Marlies, auf Leihbasis abgegeben wurde. Nachdem Létourneau-Leblond nur eine Partie für die Marlies bestritten hatte, verlängerten sie seinen auslaufenden Vertrag nicht. Nachdem er bis Mitte August 2017 kein neues Team gefunden hatte, gab er im Alter von 32 Jahren zunächst das Ende seiner aktiven Karriere bekannt.
Im Dezember 2017 kehrte der Stürmer aus dem Ruhestand zurück und schloss sich den Adirondack Thunder aus der ECHL an. Anschließend spielte er in der Saison 2019/20 sporadisch in der semiprofessionellen Ligue Nord-Américaine de Hockey (LNAH) für die Pétroliers du Nord und unterzeichnete nach einer abermaligen Pause im Februar 2022 einen Vertrag bei den Lions de Trois-Rivières aus der ECHL. Bis Ende Januar 2023 absolvierte er dort drei Partien.

## Karrierestatistik
(Legende zur Spielerstatistik: Sp oder GP = absolvierte Spiele; T oder G = erzielte Tore; V oder A = erzielte Assists; Pkt oder Pts = erzielte Scorerpunkte; SM oder PIM = erhaltene Strafminuten; +/− = Plus/Minus-Bilanz; PP = erzielte Überzahltore; SH = erzielte Unterzahltore; GW = erzielte Siegtore; 1 Play-downs/Relegation; Kursiv: Statistik nicht vollständig)